# DR V 140 001
Die V 140 001 (bis 1936: V 16 101) ist eine Diesellokomotive der Deutschen Reichsbahn (DR). Sie war die erste Diesellok mit hydraulischer Kraftübertragung, bei der eine Leistung von mehr als 1000 kW übertragen wurde. Die Lok ist erhalten geblieben und steht heute in der Lokwelt Freilassing.

## Geschichte
Nach der Aufgabenstellung von Juri Wladimirowitsch Lomonossow zum Bau der SŽD-Baureihe Ээл2 wollte auch die Deutsche Reichsbahn Diesellokomotiven mit einer höheren Leistung bauen. Die neue Lokomotive sollte auf Nebenbahnen Güterzüge und auf Hauptbahnen gemischte Züge befördern, um dort auf die Behandlungsanlagen von Dampfloks verzichten zu können. Für den vorgegebenen Einsatzzweck wäre eine dieselelektrische Lokomotive bei der damaligen Technik zu schwer geworden. Viele andere damalige Bauarten, wie zum Beispiel Diesellokomotiven mit direktem (Diesel-Klose-Sulzer-Thermolokomotive) oder pneumatischem Antrieb (DR V 120 001) waren während der Erprobung gescheitert. Lokomotiven mit hydrostatischem Getriebe waren in der Leistung zu gering. Erfolg versprach allerdings der hydrodynamische Antrieb mit einem Strömungsgetriebe nach der Bauart von Föttinger. Die Firma Voith in Heidenheim hatte ab 1932 solche hydrodynamischen Getriebe für Triebwagen und Kleinlokomotiven gebaut, die sich sehr gut bewährt hatten. Neu war die Übertragung einer höheren, in dieser Größenordnung noch nicht dagewesenen Leistung von über 1000 kW. Vor diesem Hintergrund vergab 1934 die DR den Auftrag zur Entwicklung einer neuen hydraulischen Diesellokomotive mit folgenden Anforderungen: Die Lok sollte
1. Güterzüge von 500 Tonnen auf Steigungen 1:100 mit 30 km/h befördern,
2. 100 km/h Höchstgeschwindigkeit fahren,
3. im Wendezugbetrieb ferngesteuert werden,
4. an den Stirnwänden Übergangstüren für leichte Güterzüge des Stückgut-Schnellverkehrs besitzen und
5. die Versorgung der Zugbeleuchtung mit Elektroenergie übernehmen können.[2]

Nach diesen Vorgaben entwarf das Reichsbahn-Zentralamt in München unter Beteiligung der Unternehmen Krauss-Maffei, Voith und MAN diese Lokomotive. Nach nur achtmonatiger Bauzeit war die Lokomotive 1935 so weit fertiggestellt, dass sie zur Feier 100 Jahre Deutsche Eisenbahnen als Ausstellungsstück präsentiert werden konnte. Nach der endgültigen Fertigstellung begann ihre eingehende Erprobung, die positiv verlief. Sie sollte ursprünglich die Bezeichnung V16 101 tragen, doch nach den ab 1930 gültigen Nummerierungsvorschriften erhielt sie die Benennung V 140 001. Bei Streckenfahrten zeigte sich, dass sie der BR 38.10-40 ebenbürtig war. Die Zugkräfte stimmten im Kupplungsbereich mit der Vergleichsmaschine überein, im Wandlerbereich war sie etwas schlechter. Kinderkrankheiten wurden beseitigt; so zeigte sich, dass die Kühlung bestimmter Schmierölkreisläufe nicht nötig war. Auch die Schaltung für das Wendegetriebe war nicht ideal gelöst. Ansonsten erfüllte sie die an sie gestellten Forderungen; als erste Lokomotive mit hydrodynamischem Antrieb größerer Leistung wurde sie auf der Weltfachausstellung Paris 1937 gezeigt, wo sie den Grand Prix erhielt. Eingesetzt hat die Reichsbahn sie im Raum München für den Zweigbahn- und Wendezugverkehr. Im Zweiten Weltkrieg musste die Lok wegen Treibstoffmangels abgestellt werden. Sie wurde durch Bombeneinwirkung mehrfach beschädigt. In der Nachkriegszeit wurde sie wieder instand gesetzt und später sogar noch von der Deutschen Bundesbahn für Reisezüge verwendet. Stationiert war sie im Bahnbetriebswerk Frankfurt-Griesheim. Am 13. Oktober 1953 wurde sie nach einer Laufleistung von insgesamt 130.500 km ausgemustert, weil es für dieses Einzelstück keine Ersatzteile mehr gab. Auch verfügte die DB schon über die ersten Exemplare der moderneren V 80.
Dennoch war für alle weiteren dieselhydraulischen Lokomotiven die Konstruktion der V 140 richtungsweisend, was zur Entscheidung ihrer Erhaltung führte. So kam sie von 1953 bis 1978 zur Technischen Hochschule Karlsruhe als Lehr- und Studienobjekt. Danach gelangte sie zur Eisenbahn-Fahrzeugsammlung des Deutschen Museums in München, der sie auch heute noch wegen ihrer Bedeutung als erste hydraulische Diesellokomotive der Welt, die für den Dienst auf freier Strecke gebaut wurde, angehört. Seit 2006 ist sie mit anderen Exponaten des Deutschen Museums in der Lokwelt Freilassing zu sehen. Bahn TV drehte über den Umzug der Museumsstücke von München nach Freilassing einen Filmbericht mit dem Titel Ein Museum zieht um. Es wird auch die V 140 001 gezeigt.

## Technische Beschreibung
Die Lokomotive ist vom Aufbau her eine Rahmenlokomotive mit geschlossenem Lokkasten, wie ihn auch viele andere Lokomotiven zu der Zeit besaßen.
Der Innenrahmen ist in Schweißkonstruktion hergestellt und besteht aus zwei Rahmenwangen mit einer Stärke von 25 mm, der über die Pufferbohlen und verschiedene andere Querträger versteift ist. Abgefedert ist er vom Laufwerk über Blattfedern. Zwischen den Treibachsen sind diese durch Ausgleichshebel miteinander verbunden. Die primäre Abfederung ist ebenfalls durch Blattfedern unternommen, sie sind über den Achslagern platziert. Sämtliche Lager der Treib- und Laufachsen sind als Gleitlager ausgeführt. Die Laufachsen sind Bisselachsen. Die beiden Endführerstände besitzen seitliche Aufstiege und in der Stirnseite zum Übergang auf die Wagen Übergangstüren mit Brücken. Der dazwischen liegende Maschinenraum ist über Klapptüren zu erreichen. Zum Ausbau der Hauptaggregate konnte das Dach vom Lokkasten abgenommen werden. Im Bereich des Kühlers sowie des Heizkessels konnten die dort platzierten Seitenwände ebenfalls vom Lokkasten entfernt werden.
Die Maschinenanlage besteht aus einem Haupt-Dieselmotor von MAN vom Typ W 8 V 30/38 und dem Strömungsgetriebe JJg 2 M von Voith. Der Dieselmotor ist ein Achtzylinder-Viertakt-Motor, der bei 700/min mit Hilfe eines Turboladers eine Nennleistung von 1.030 kW/1.400 PS abgab. Das Strömungsgetriebe besteht aus einem Drehmomentenwandler und zwei Strömungskupplungen. Nach einem Untersetzungsgetriebe und dann über ein Wendegetriebe wurde das Drehmoment auf die Achsen über eine Blindwelle übertragen. Diese sitzt hinter den drei Treibachsen und ist mit diesen durch Treibstangen verbunden. Ein Hilfsmotor Typ WV 15/18, ebenfalls von MAN, der auf eine Leistung von 88 kW / 110 PS gedrosselt wurde, betrieb einen Generator für die Stromversorgung der Zugbeleuchtung mit 220 V. Für die Zugheizung war ein Dampfkessel von Krauss-Maffei eingebaut, der mit Öl gefeuert war. Als Bremse war eine einlösige Knorr-Druckluftbremse vorhanden, wobei das Strömungsgetriebe als zusätzliche Abbremsung eingesetzt werden konnte. Die Lok ist mit den Signaleinrichtungen Dreilicht-Spitzensignal, Druckluftpfeife und Läutewerk ausgestattet.
Die Lokomotive war mit einem Bordnetz von 24 V DC ausgerüstet. Für den Wendezugbetrieb konnte die Lokomotive, durch ein Steuerkabel verbunden, vom Steuerwagen aus gesteuert werden. Lediglich in der Heizperiode musste sie durch einen Wärter zur Überwachung des Heizkessels besetzt werden. Der Dieselmotor wurde durch Füllungsregelung in zehn Fahrstufen gesteuert. Der zehnstufige Fahrschalter steuerte Magnetventile, deren Steuerluft wurde von einem pneumatischen Stellgerät beeinflusst. Das Steuergerät stellte die erforderliche Einspritzmenge Kraftstoff ein. Elektropneumatisch wurde auch das Wendegetriebe umgesteuert. Es konnte erst umgesteuert werden, wenn der Fahrschalter auf 0 gestellt war. Andersherum konnte die Lok nicht anfahren, wenn das Wendegetriebe nicht in Endstellung war, die durch Endkontakte und Federkraft gesichert waren.